# Cañas (ort i Costa Rica)
Cañas (engelska: Canas) är en ort i Costa Rica.   Den ligger i kantonen Cantón de Cañas och provinsen Guanacaste, i den västra delen av landet, 120 km väster om huvudstaden San José. Cañas ligger 64 meter över havet och antalet invånare är 20 306.
Terrängen runt Cañas är platt åt sydväst, men åt nordost är den kuperad. Runt Cañas är det ganska glesbefolkat, med 38 invånare per kvadratkilometer. Cañas är det största samhället i trakten. Omgivningarna runt Cañas är en mosaik av jordbruksmark och naturlig växtlighet.